# كالي هولمبرغ
كالي هولمبرغ (بالسويدية: Karl Holmberg)‏ (3 مارس 1993 بالسويد - ) هو لاعب كرة قدم سويدي في مركز الوسط. شارك مع منتخب السويد تحت 17 سنة لكرة القدم ومنتخب السويد تحت 19 سنة لكرة القدم ومنتخب السويد تحت 21 سنة لكرة القدم. أما مع النوادي، فقد لعب مع نادي أوربرو وKarlslunds IF ‏ وKarlslunds IF FK ‏ وÖrebro SK Ungdom ‏.

## وصلات خارجية
- كالي هولمبرغ على موقع اتحاد السويد (السويدية)
- كالي هولمبرغ على موقع قاعدة بيانات كرة القدم.إي يو (الإنجليزية)
- كالي هولمبرغ على موقع ناشيونال فوتبول تيمز (الإنجليزية)
- كالي هولمبرغ على موقع Soccerway.com (الإنجليزية)
- كالي هولمبرغ على موقع عالم كرة القدم.نت (الإنجليزية)